# Carl Axel Lundvall
Carl Axel Lundvall, född 30 juni 1840 i Kristianstad, död 26 april 1909 i Stockholm, var svensk militärmusiker och kompositör. 
Lundvall komponerade bland annat marscher och har tillskrivits Södermanlands regementes marsch.